# كوستا خيتاغوروف
كونستانتين (كوستا) خيتاغكاتي (15 أكتوبر 1859 - 1 أبريل 1906) هو شاعر وطني للشعب الأوسيتي يُنظر إليه عمومًا على أنه مؤسس الأدب الأوسيتي وهو رسام موهوب وشخصية شعبية بارزة. غالبًا ما يُعرف بإسمه الروسي، كوستا ليفانوفيتش خيتاغوروف.
ولد خيتاغوروف في قرية نار في ما يعرف حاليًا بمقاطعة ألاغيرسكي في جمهورية أوسيتيا الشمالية في ألانيا. درس في مدرسة ستافروبول الثانوية من 1871 إلى 1881، والتحق بأكاديمية سانت بطرسبرغ للفنون في عام 1881، ولكنه كان مُرغمًا على ترك دراسته بسبب القيود المالية في عام 1885. عاد إلى مسقط رأسه أوسيتيا، حيث أصبح شاعرًا بارزًا، وانتشرت قصائده المؤلفة باللغة الأوسيتية بسرعة في جميع أنحاء المدن والقرى الأوسيتية شفهيًا. نشر كذلك عددًا من القصائد والقصص والمقالات في الصحف الروسية (التي حررها بنفسه، 1893-1902)، في شمال القوقاز وجبل كازبجي. اكتسبت لوحاته أيضًا شعبية ملحوظة، تصور إحداها القديس نينو، المعمد المسيحي للجورجيين في القرن الرابع، وحظي بترحيب المجتمع الجورجي بشكل خاص.
بسبب انتقاده للحكومة الإمبراطورية الروسية، نُفي مرتين من وطنه من 1891 إلى 1896 ومرة أخرى من 1899 إلى 1902. تدهورت صحة الشاعر تدهورًا كبيرًا خلال وجوده في المنفى الأخير ما أدى إلى توقفه عن مواصلة أنشطته الإبداعية والاجتماعية. توفي خيتاغوروف بعد ذلك بوقت قصير في قراشاي في عام 1906.

## حياته

### تعليمه
ولد كونستانتين (كوستا) خيتاغكاتي في 15 أكتوبر 1859 في قرية جبلية صغيرة تُعرف باسم نار. تقع قرية نار في نهاية طريق طويل، وهي بلدة صغيرة ولكنها معروفة، تقع بالقرب من بلدة تيبسلي التي تكبرها مساحة. تقع تيبسلي في مضيق ألاجير في أوسيتيا الشمالية، وتقع نار على مقربة من الحدود الجورجية الروسية، وهذا ما منحها أهمية لاحقًا.
سرعان ما اعتُبر كوستا معجزة في الرسم. أثارت هذه الحقيقة انتباه الكثير من الأشخاص، كان لدى كوستا أمل كبير بنفسه. كانت تلك السنوات صعبة على كوستا ولكنها ساعدت في تطوره بقوة.
حان الوقت لكوستا للالتحاق بمدرسة جديدة. بسبب اعتباره فنانًا ناشئًا، وقع الاختيار على كوستا للالتحاق بمدرسة بعيدة وأكثر شهرة، وهي مدرسة ليسيوم سترافوبول. كانت هذه المدرسة مليئة بالفنون، وفي منطقة ذات أهمية روسية، حيث اكتسب ميخائيل غورباتشوف خبرته لاحقًا. أدرك السيد الروسي معلم الرسم سميرنوف موهبة كوستا اللافتة باستخدام الفرشاة والقلم وأبدى إعجابه بها.
كانت هذه هي اللحظة التي برزت فيها نقطة تحول في حياة كوستا عندما اختلف مع الأب خيتاغوروف حول اتجاه جهوده المستقبلية. كان الأب مقتنعًا بأن الحياة المناسبة لكوستا هي حياة الجندي. نتيجة لذلك، شرح الأب لكوستا عن المزايا الوطنية العديدة والفرص التي يحصل الرجل المقاتل عليها. مع ذلك، عارض كوستا هذا الحجة بقوة مؤكدًا أنه ليس مهتمًا بالفرص القتالية. اختلفا في هذا الشأن. في النهاية، تمكن كوستا من فعل ما يريد، على الرغم من عدم معرفة ما إذا كان ذلك حصل برضى الأب خيتاغوروف أو رغمًا عنه. بعد اتخاذ القرار، في عام 1881، التحق كوستا بأكاديمية الفنون في بطرسبرغ. هناك، أصبح محيط عمل كوستا صاخبًا أكثر مما توقع. ساد اعتقاد عام بأن كوستا سيصبح فنانًا طيلة حياته.

### الرسم
على الرغم من أن كوستا كان شبه غير متعلم، كانت لوحاته ذات شإأن عظيم. سمح هذا لكوستا بكسب المال لبعض الوقت عن طريق العملاء الذين كانوا يطلبون أعماله بسبب مهاراته. بفضل الكثير من الترويج الذي حظي كوستا به، أُقيم معرض رائع لعمله خلال هذه الفترة. اعتُبر المعرض لحظة ثقافية جديرة بالذكر في فلاديكافكاز. هناك روايات معاصرة تفيد بأن المعرض كان انقلابًا عظيمًا، سواء لسمعة كوستا أو لتمويله. توجد ثلاث لوحات جديرة بالملاحظة وُصفت في الروايات بأنها أفضل أعمال كوستا: «الأطفال الذين يكسرون الحجارة»، و«في كوخ أوسيتي»، و«ممر زيكارا». توجد شهادة عن واقعية لوحة «القديسة نينا»، التي عُرضت لأول مرة وأثارت تجمعات حولها للتأكد من أنها لوحة مسطحة وليست صندوقًا يحتوي على تمثال. يُذكر أن هذه اللوحة ما تزال تحظى بأهمية كبيرة حتى اليوم. حصل كوستا على فرصة لجني الأموال ولكن من خلال العمل رسامًا لخلفيات المسارح. كان ذلك العمل مربحًا ولكن كوستا لم يكن سعيدًا بأن المسارح أعلنت وجوده بشكل واسع، إذ لم يكن يرغب في أن يصبح اسمه مرتبطًا بتلك الصورة الأكثر فظاظة من الرسم.